# Lavandeira (Pantón)
A Lavandeira es un lugar de la parroquia de Ferreira en el ayuntamiento de Pantón (provincia de Lugo).
Según el padrón municipal (INE) en 2012 estaban censados aquí diez habitantes (seis hombres y cuatro mujeres).
Este lugar de la parroquia posee una estrecha relación con el monasterio de Santa María de Ferreira de Pantón, pues linda con el muro exterior que en otros tiempos delimitaba las tierras de este monasterio, cuando muchos habitantes de A Lavandeira trabajaban para el monasterio vecino.
En el río Ferreira, a su paso por el lugar, había un molino (ahora en ruinas).